# Лук Гриффита
Лук Гриффита, или Чульпиаз (лат. Allium griffithianum) — многолетнее травянистое растение, вид рода Лук (Allium) семейства Луковые (Alliaceae).

## Этимология
Вид назван в честь Уильяма Гриффита (1810–1845), британского врача, натуралиста и ботаника.

## Распространение и экология
В природе ареал вида охватывает Памиро-Алай и Афганистан.
Произрастает на мягких почвах подгорных пустынь и склонах нижнего пояса гор.

## Ботаническое описание
Луковица яйцевидная, диаметром 1—2 см, наружные оболочки почти кожистые, раскалывающиеся, с сетчатыми жилками. Луковички немногочисленные, крупные, желтоватые, с сетчатым жилкованием. Стебель высотой 10—50 см, тонкий, при основании или на треть одетый гладкими или слегка 
шероховатыми влагалищами листьев.
Листья в числе двух—трёх, шириной 1—2 мм, полуцилиндрические, желобчатые, дудчатые, по краю шероховатые, короче стебля.
Чехол немного короче зонтика, с коротким носиком, кругом открывающийся, быстро опадающий. Зонтик коробочконосный или, очень редко, полушаровидный, густой, более менее многоцветковый. Цветоножки неравные, до двух раз длиннее околоцветника, без прицветников. Листочки колокольчатого околоцветника, светло-мясо-красные, с более тёмной жилкой, продолговато-ланцетные или ланцетные, туповатые или тупые, неравные, наружные длиной 7—8 мм, немного длиннее и шире внутренних. Нити тычинок в три раза короче листочков околоцветника, на половину или на две трети между собой и с околоцветником сросшиеся, цельные, наружные узкотреугольные, внутренние треугольные. Столбик не выдается из околоцветника.
Коробочка в два раза короче околоцветника.

## Таксономия
Вид Лук Гриффита входит в род Лук (Allium) семейства Луковые (Alliaceae) порядка Спаржецветные (Asparagales).
|  |                                      |  |                                                             |                                                             |                   |  | ещё 24 семейства (согласно Системе APG II) | ещё 24 семейства (согласно Системе APG II) |                     |  |  |  | ещё более 870 видов |
|  |                                      |  |                                                             |                                                             |                   |  | ещё 24 семейства (согласно Системе APG II) | ещё 24 семейства (согласно Системе APG II) |                     |  |  |  | ещё более 870 видов |
|  |                                      |  |                                                             | порядок Спаржецветные                                       |                   |  |                                            |                                            | род Лук             |  |  |  |                     |
|  |                                      |  |                                                             | порядок Спаржецветные                                       |                   |  |                                            |                                            | род Лук             |  |  |  |                     |
|  | отдел Цветковые, или Покрытосеменные |  |                                                             |                                                             | семейство Луковые |  |                                            |                                            | вид Лук Гриффита    |  |  |  |                     |
|  | отдел Цветковые, или Покрытосеменные |  |                                                             |                                                             | семейство Луковые |  |                                            |                                            |                     |  |  |  |                     |
|  |                                      |  | ещё 44 порядка цветковых растений (согласно Системе APG II) | ещё 44 порядка цветковых растений (согласно Системе APG II) |                   |  |                                            | ещё около 300 родов                        | ещё около 300 родов |  |  |  |                     |
|  |                                      |  |                                                             | ещё 44 порядка цветковых растений (согласно Системе APG II) |                   |  |                                            |                                            | ещё около 300 родов |  |  |  |                     |